# Кьокутей Бакін
Кьокутей Бакін (яп. 曲亭馬琴, きょくていばきん; 4 червня 1767 ― 1 грудня 1848) — японський письменник періоду Едо. Працював у жанрах фантастичного оповіданя, романів для дорослих, розважальних повістей. Справжнє ім'я — Такідзава Окікуні (滝沢興邦, たきざわおきくに). Мав багато псевдонімів.

## Короткі відомості
Кьокутей Бакін народився 4 червня 1767 року в районі Фукаґава міста Едо, в самурайській родині. Його батько, Такідзава Окійосі, був наближеним сьоґунатського хатамото Мацудайри Нобунарі, а старший брат, Такідазва Окімуне, був відомим майстром хайку. У 10-річному віці Бакін став головою роду Такідзава і почав служити роду Мацудайра. Проте він зненавидів свого сюзерена і в 14 років покинув домівку, вирішивши присвятити себе літературі. Бакін став вивчати хайку під наставництвом Косіґая Ґодзана, а 23 роки поступив до приватної школи придворного лікаря Ямамото Мунехіде, плануючи стати лікарем. Він також відвідував лекції з конфуціанства Камеди Хосая.
1790 року Бакін написав своє перше оповідання «Подвійний кьоґен», яке опублікував наступного року. Відтоді він працював у жанрі повістей для дорослих до 1797 року. Проте літературна діяльність не давала належного прибутку, тому Бакін паралельно зайнявся торгівлею. 1802 року він здійснив подорож до Кіото, де познайомся з багатьма японськими письменниками. Під впливом побаченого, Бакін видав фантастичну повість «Дивні розповіді місячної криги», які принесли йому перший успіх. В результаті він серйозно взявся за написання своїх творів, шліфуючи стиль. До 1808 року Бакін видав «Записи про чотирьох небесних королів», «Подорож трьома країнами за одну ніч», «Оповідь про вічний світ добра», «Сніг в саду приміток», «Записи про глибу пані Мацури Сайо», «Сон закоханих Санкацу і Хансіті», «Рідкісні оповідання про серпанковий місяць». Останні два оповідання були ілюстровані провідним гравером Кацусікою Хокусаєм.
1814 року Бакін почав випускати свій найдовший і найвідоміший в Японії твір, історично-фантастичний роман «Переказ про вісім собак Сатомі з Південної Ави», над яким письменник працював подальші 28 років. Робота мала величезний успіх, завдяки чому Бакін став частіше займатися історичними розвідками. 1839 року Бакін захворів на очі, став менше займатися написанням власних творів і більше допомагати молодим літераторам.
1 грудня 1848 року Кьокутей Бакін помер. Його поховали у монастирі Дзінкодзі, в районі Бункьо сучасного Токіо. Праці Бакіна залашалися популярними до початку 20 століття і сприяли становленню новітньої японської літератури.